# AHNAK
AHNAK‏ (AHNAK nucleoprotein) هوَ بروتين يُشَفر بواسطة جين AHNAK في الإنسان.
جرى التعرف على AHNAK في الأصل عام 1989 (في خلايا البشرة في خطم البقر) وتم تسميته ديزمويوكين بسبب نمط توطينه (الذي يشبه النير) في اللويحة الديزموسومية. وقد ثبت أن AHNAK ضروري لبروز القدم الكاذبة وهجرة الخلايا.

## التفاعل
لقد ثبت أن AHNAK يتفاعل مع S100B.